# Almanaque de Lembranças Luso-Brasileiro

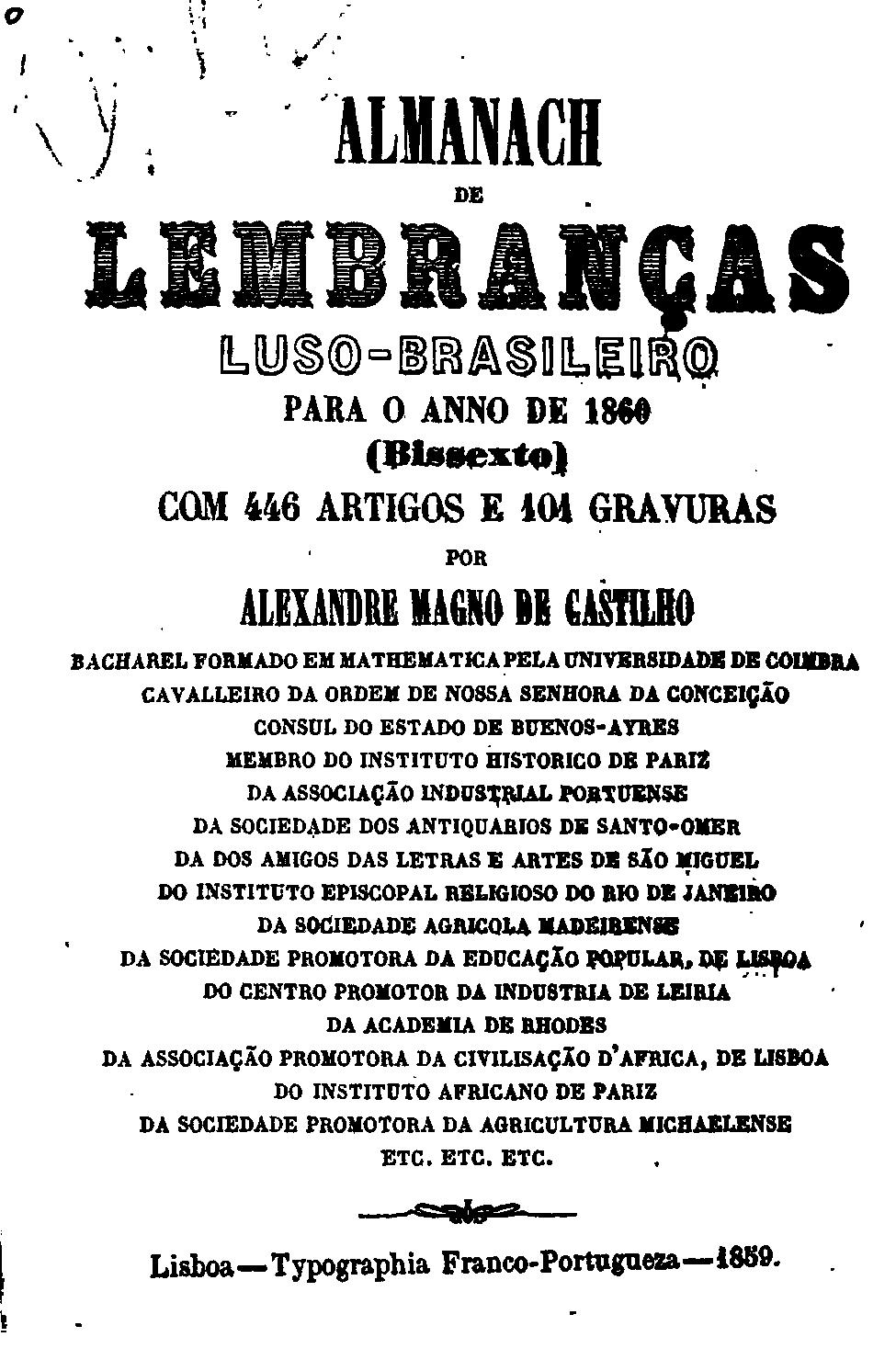
A edição de 1860 do Almanaque de Lembranças Luso-Brasileiro

O Almanaque de Lembranças Luso-Brasileiro é um almanaque português fundado em 1851 por Alexandre Magno Castilho que foi publicado anualmente desde 1851 a 1932, que teve assinalável êxito tanto em Portugal como no Brasil. Nas suas páginas, que em alguns volumes ultrapassavam as quinhentas, publicava poesia, textos em prosa, passatempos e curiosidades, por vezes com a  colaboração dos leitores, cujos originais aceitava.

## História
Alexandre Magno de Castilho, irmão de Feliciano de Castilho, fundou em 1851 o Almanaque de Lembranças, uma publicação anual destinada ao grande público. Logo no seu quinto número o almanaque utilizou pela primeira vez a designação de Almanaque de Lembranças Luso-Brasileiro', designação que viria a adoptar definitivamente a partir de 1872.
Com a morte do fundador, em 1861, a responsabilidade pela edição passou para um dos sobrinhos, também chamado Alexandre Magno de Castilho. Sucedeu-lhe, em 1872, um seu colaborador, António Xavier Rodrigues Coelho, tendo a revista ficado no âmbito da família até quase ao fim (o último número, que saiu em 1932, foi publicado Armando de Lima Pereira).
Com a sua popularidade, o volume do almanaque anual, que inicialmente rondava as cem páginas, foi aumentando e chegou, nalguns números, a ultrapassar as quinhentas.